# Механік (фільм, 2011)
«Механік» — фільм Саймона Веста, ремейк однойменного фільму 1972 року, в якому зіграв Чарльз Бронсон.

## Сюжет
Найманий вбивця Артур Бішоп, що працює на компанію, відому як «Організація», відомий своєю холоднокровністю й розважливістю. Він здатен майстерно до секунди прорахувати будь-яку ситуацію. Вбивць такого типу називають «механіками».
Бішоп проникає в будинок боса колумбійського наркокартелю й топить його в басейні. Повернувшись додому в Луїзіану, він зустрічається зі своїм другом і наставником Гаррі МакКенною. Роботодавець Бішопа, Дін, доручає йому вбити Гаррі, бо той зрадив товаришів, результатом чого стала невдача місії в Південній Африці. При цьому він відмовляється розкрити подробиці. Бішоп виманює Гаррі, вдаючи, що рятує його від Діна, та застрелює. Свідчення він обставляє так, ніби Гаррі був убитий випадковим грабіжником. На могилі Гаррі Бішоп зустрічає його сина Стіва, який збирається мстити за батька.
Стів вирішує вбити першого грабіжника, якого зустріне. Бішоп відмовляє хлопця, і тоді Стів просить Бішопа навчити його бути «механіком». Погодившись, Бішоп бере Стіва на декілька завдань, де доручає йому незначні, на перший погляд, справи.
Однією з цілей стає Берк, якого Стів поспішає усунути в манері Бішопа — задушивши, замість інсценування передозування ліками. Але йому бракує досвіду, і Берк ледве не вбиває його самого. Дін висловлює несхвалення щодо використання Бішопом Стіва, що порушує правила контракту.
Наступною ціллю Бішопа є лідер культу Ендрю Вон, якому він планує ввести адреналін, щоб імітувати серцевий напад, після чого парамедики введуть смертельну дозу адреналіну. Але лікар попередньо вводить Вону кетамін, який пригнічує дію адреналіну. Бішоп і Стів вирішують задушити Вона. Виконавши вбивство, вони розділяються. В аеропорту Бішоп зустрічає кілера, котрий нібито загинув у Південній Африці. Тоді Бішоп розуміє, що Дін організував невдалу місію заради приховування власних справ, а на Гаррі не було вини. Дін шле своїх поплічників усунути Бішопа та Стіва. Обоє уникають смерті, проте Стів знаходить батьковий пістолет і здогадується, що це Бішоп убив Гаррі.
Стів не виказує свого здогаду, а разом із Бішопом влаштовує на Діна засідку. Після вбивства Діна Бішоп розуміє, що Стів хоче його вбити. На заправці Стів підриває джип із Бішопом. Потім він робить дві речі, які той забороняв йому: вмикає платівку й бере його авто. Коли Стів їде геть, то зауважує записку на пасажирському сидінні: «Стіве, якщо ти це читаєш, ти труп». Стів сміється, але за мить авто вибухає. Записи камер безпеки на АЗС показують, що Бішоп втік із джипа перед вибухом.

## У ролях
- Джейсон Стейтем — Артур Бішоп
- Бен Фостер — Стів Маккена
- Дональд Сазерленд — Гаррі Маккена
- Тоні Голдвін — Дін Сандерсон
- Джефф Чейз — Берк
- Міні Анден — Сара
- Дж. Д. Евермор — Ґан Раннер
- Девід Літч — Себастьян
- Чад Стагелські — тілоохоронець (в титрах не зазначений)

## Виробництво
Зйомки фільму почались 14 жовтня 2009 року в Новому Орлеані та тривали 9 тижнів.

## Цікаві факти
- На обкладинці диску стоїть прізвище Стетем (що є помилкою), на іншій же стороні стоїть правильне прізвище — Стейтем.